# To Aru Kagaku no Railgun
Toaru Kagaku no Railgun (яп. とある科学の超電磁砲) — японська манґа, написана Казумою Камачі і проілюстрована Мотої Фуюкавою. Це спіноф To Aru Majutsu no Index Камачі, що відбувається до і під час подій цієї серії. Також існує аніме-адаптація цієї манґи.

## Сюжет
У футуристичній Академія-Сіті, що складається з 80 % студентів, що є есперами та володіють унікальними психічними силами, Місака Мікото — третя з семи найсильніших есперів, які отримали звання 5-го рівня. Серіал зосереджений на подвигах Місаки та її друзів: Куроко Шірай, Кадзарі Уіхару і Руйко Сатен, до і під час подій To Aru Majutsu no Index.

## Персонажі
Місака Мікото
Протагоніст аніме-серіалу та манги To Aru Kagaku no Railgun. Одна із семи Есперів Академія-Сіті 5 рівня та займає серед них третє місце. Учениця першого року середньої школи. Її здатність полягає у створенні найпотужнішого електромагнітного поля, за допомогою якого вона може, наприклад, розганяти металеві предмети до величезних швидкостей, за що і отримала своє прізвисько — Railgun (через схожість її здатності до принципу дії рейкотрона).
Сестра-Місака
Є одним з 20000 клонів Місакі Мікото, створених у межах експерименту по створенню Еспера 6-го рівня. На момент подій серіалу в живих залишалося менше 10 тисяч сестер. Всі сестри пов'язані між собою телепатично, тому у них спільна пам'ять і досвід. На відміну від Рейлган, вони не можуть створювати потужні електромагнітні поля, але цілком здатні маніпулювати невеликими електророзрядами. Завжди кажуть про себе в третій особі, додаючи перед фразою загальне ім'я.